# 1891
- Wikisource

| Calendário gregoriano                                                        | 1891 MDCCCXCI                       |
| Ab urbe condita                                                              | 2644                                |
| Calendário arménio                                                           | 1340 – 1341                         |
| Calendário bahá'í                                                            | 47 – 48                             |
| Calendário budista                                                           | 2435                                |
| Calendário chinês                                                            | 4587 – 4588 Início a 9 de fevereiro |
| Calendário copta                                                             | 1607 – 1608                         |
| Calendário etíope                                                            | 1883 – 1884                         |
| Calendários hindus - Vikram Samvat - Calendário nacional indiano - Cáli Iuga | 1946 – 1947 1812 – 1813 4991 – 4992 |
| Calendário Holoceno                                                          | 11891                               |
| Calendário islâmico                                                          | 1309 – 1310                         |
| Calendário judaico                                                           | 5651 – 5652                         |
| Calendário persa                                                             | 1269 – 1270 Início a 21 de março    |
| Calendário rúnico                                                            | 2141                                |
| Calendário solar tailandês                                                   | 2434                                |

1891 (MDCCCXCI, na numeração romana)  foi um ano comum do século XIX do actual Calendário Gregoriano, da Era de Cristo, e a sua letra dominical foi D, totalizando 53 semanas, com início a uma quinta-feira e terminou também a uma quinta-feira.
| Ano completo                        |
| ----------------------------------- |
| Ano comum com início à quinta-feira |

## Eventos

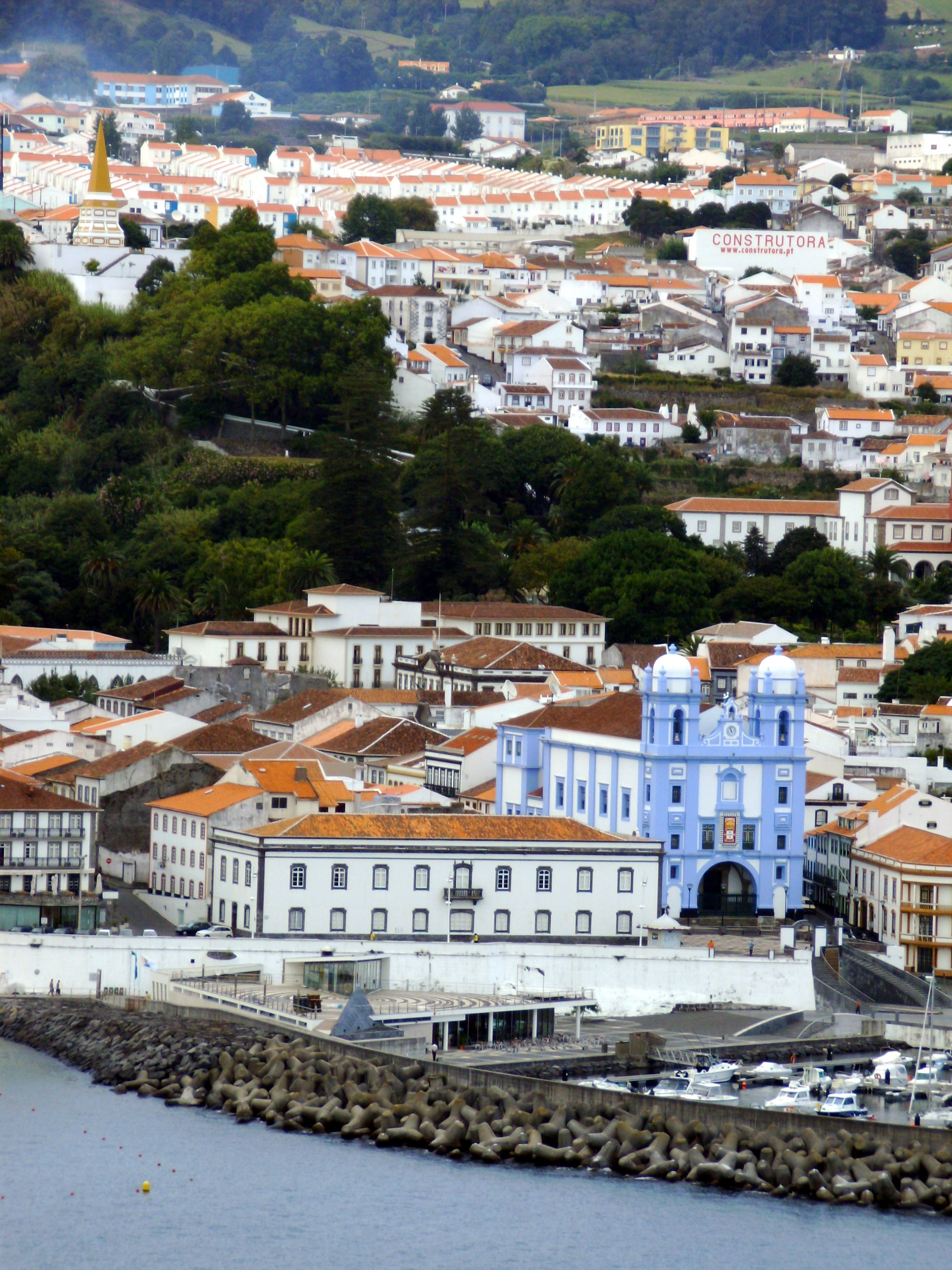
Vista parcial do Centro Histórico de Angra do Heroísmo, cidade Património Mundial pela UNESCO.

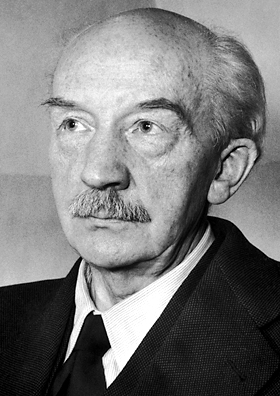
Walther Bothe

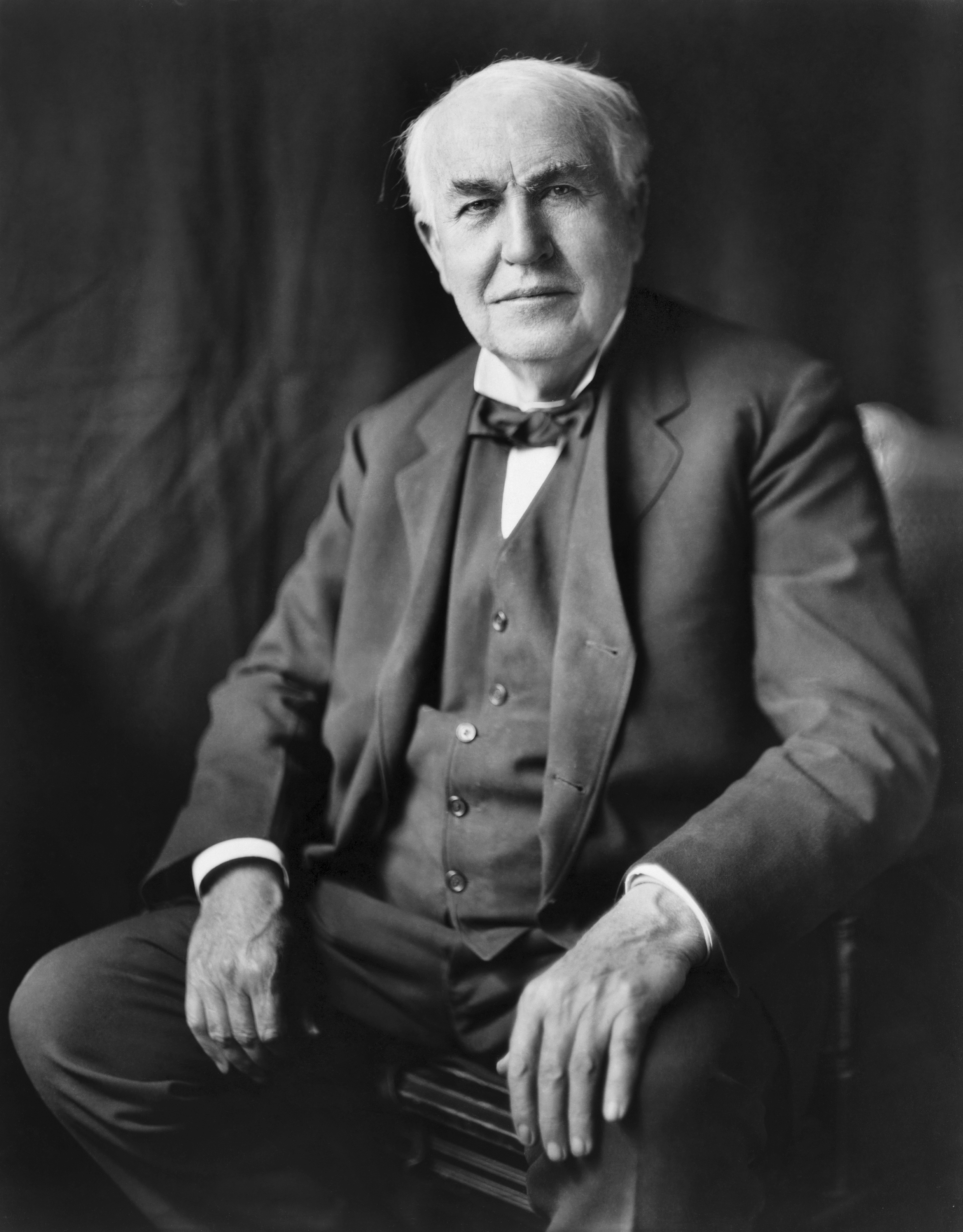
Thomas Edison

- É iniciada a devoção no Altar de Nossa Senhora de Lurdes, na Sé de Angra do Heroísmo, pelo Monsenhor Cónego Ferreira. É nesta capela que o Cabido celebra em fevereiro a festa própria, a primeira instituída em Portugal.[1]

### Janeiro
- 19 de janeiro - Término da corrida transcontinental Steel Ball Run, nos Estados Unidos da América.
- 20 de janeiro - Criado o município de Afonso Cláudio no Espírito Santo.
- 31 de janeiro - Revolta republicana no Porto, primeira tentativa de derrube da monarquia portuguesa.

### Fevereiro
- 24 de fevereiro - Foi promulgada a segunda Constituição Brasileira e a primeira da República, a qual foi discutida e aceita por uma Assembleia Constituinte, eleita em 15 de novembro de 1890.
- 25 de fevereiro - Deodoro da Fonseca é eleito indiretamente como o 1º Presidente do Brasil.

### Maio
- 13 de maio - Por ordem de Ruy Barbosa, então Ministro da Fazenda, ocorre a queima dos arquivos da escravidão no Brasil.
- 20 de maio - Primeira projecção pública de um precursor do cinema inventado por Thomas Edison.
- 22 de maio - Fundação da Cidade de Pederneiras (São Paulo).
- 29 de maio - Fundação da Cidade de São Pedro do Turvo (São Paulo).

### Junho
- 15 de junho - Emancipação do município de Piquete em São Paulo, que antes era um bairro de Lorena.

### Julho
- 1 de julho - Criado o Grupo de Regatas Botafogo, embrião do Botafogo de Futebol e Regatas.
- 6 de julho - Criado o município de Teresópolis no Rio de janeiro.
- 22 de Julho - Desde as 9 horas da noite do dia 22 até as 3 e meia da manhã do dia 23 de julho devido a fortes chuvas ocorridas durante a noite acompanhadas por relâmpagos e trovões a Ribeira de São Bento, veio com uma enxurrada que causaram mortes e estragos, particularmente no Largo de São Bento, cidade de Angra.[2][3]

### Outubro
- 22 de outubro - fundação da cidade de Canutama (Amazonas).

### Novembro
- novembro - Primeira Revolta da armada no Rio de janeiro, Brasil.
- 23 de novembro - Deodoro da Fonseca renuncia à presidência devido à Primeira Revolta da Armada, empossando o vice-presidente Floriano Peixoto

### Dezembro
- 8 de dezembro - Inauguração da Avenida Paulista, em São Paulo, Brasil.
- 9 de dezembro - Na França, cerca de 300 000 pessoas assistiram a passagem pelas ruas de Paris a procissão para Igreja de la Madeleine do funeral de Pedro II do Brasil. Uma formação militar francesa, composta por 80 000 homens prestou honras ao Imperador.
- 29 de dezembro - Thomas Edison patenteia o rádio.

## Nascimentos
- 1 de janeiro - Charles Bickford, ator norte-americano (m. 1967)
- 8 de janeiro - Walther Bothe, físico alemão. (m. 1957)
- 2 de fevereiro - Antonio Segni, primeiro-ministro da Itália de 1955 a 1957, de 1959 a 1960 e presidente de Itália de 1962 a 1964 (m. 1972).
- 10 de fevereiro - Evgeni Pachukanis, jurista soviético. (m. 1937)
- 3 de março - Karl Allmendinger, oficial alemão, que serviu na Heer durante a Segunda Guerra Mundial condecorado com a Cruz de Cavaleiro da Cruz de Ferro (m. 1965).
- 19 de março - Earl Warren, Chefe de Justiça dos Estados Unidos. (m. 1974).
- 7 de abril - Ole Kirk Christiansen, criador do sistema Lego (m. 1958).
- 13 de abril - George Adamski, ufólogo. (m. 1965)
- 18 de maio - Rudolf Carnap, filósofo alemão (m. 1970).
- 19 de maio - Oswald Boelcke, piloto alemão da 1ª Guerra Mundial. (m. 1916)
- 24 de maio - William Foxwell Albright, arqueólogo americano. (m. 1971)
- 2 de junho - Takijiro Onishi, foi um almirante japonês conhecido como o pai da ideologia kamikaze. (m. 1945)
- 23 de junho - Frederico Fritz Essenfelder, Criador do Coritiba. (m. 1952)
- 5 de julho - John Howard Northrop, químico americano. (m. 1987)
- 7 de julho - Tadamichi Kuribayashi, Tenente-General japonês. (m. 1945)
- 19 de agosto - Milton L. Humason, astrónomo norte-americano (m. 1972).
- 21 de agosto - Emiliano Mercado Del Toro, cidadão do Porto Rico, à data do seu falecimento, a pessoa mais velha do planeta, (m.2007).
- 23 de agosto - Luís Inácio de Anhaia Melo, arquiteto e político brasileiro (m. 1974)
- 25 de agosto - Otilio Ulate Blanco, presidente da Costa Rica de 1949 a 1953 (m. 1973).
- 4 de setembro - Fritz Todt, engenheiro alemão (m. 1942)
- 16 de setembro - Karl Dönitz, foi um almirante alemão e presidente da Alemanha em 1945 (m. 1980).[4].
- 12 de outubro - Fumimaro Konoe, Primeiro-Ministro do Japão. (m. 1945)
- 12 de outubro - Edith Stein, filósofa e santa católica alemã (m. 1942).
- 20 de outubro - James Chadwick, físico britânico. (m. 1974)
- 30 de outubro - Alfredo Guisado, poeta e jornalista português (m. 1975)
- 14 de novembro - Frederick Grant Banting, médico e cientista canadense. (m. 1941)
- 15 de novembro - Erwin Rommel, marechal alemão (m. 1944).
- 24 de novembro - Mariano Ospina Pérez, Presidente da República da Colômbia de 1946 a 1950 (m. 1976).
- 12 de dezembro - Buck Jones, ator estadunidense, famoso por seus papéis de cowboy (m. 1942).

## Mortes

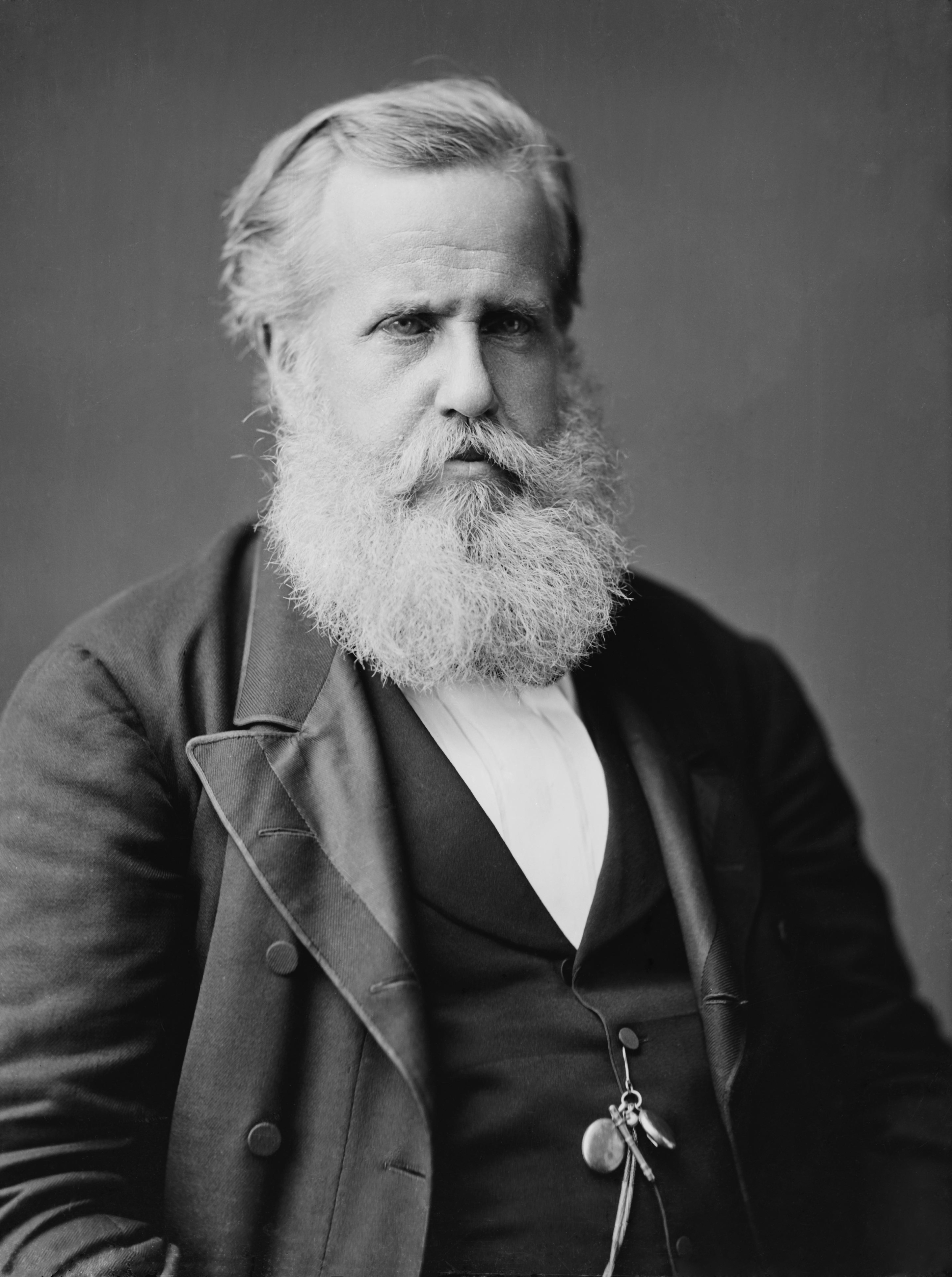
Imperador Pedro II do Brasil.

- 10 de fevereiro - Sofia Vasilyevna Kovalevskaja, matemática russa (n. 1850).
- 20 de março - Dom Antônio de Macedo Costa, bispo brasileiro (n. 1830).
- 24 de abril - Helmuth von Moltke, marechal de campo prussiano (n. 1800).
- 8 de maio - Helena Petrovna Blavatsky, fundadora da Sociedade Teosófica (n. 1831).
- 4 de julho - Hannibal Hamlin, vice-presidente dos Estados Unidos (n. 1809).
- 29 de agosto - Pierre Lallement, inventor da bicicleta (n. 1843).
- 11 de setembro - Antero de Quental, poeta açoriano.
- 6 de outubro - Charles Stewart Parnell, político irlandês (n. 1846).
- 6 de novembro - Duque Nicolau Maximilianovich de Beauharnais (n. 1843).
- 10 de novembro - Arthur Rimbaud, poeta francês (n. 1854).
- 5 de dezembro - Imperador Pedro II do Brasil (n. 1825).
- 29 de dezembro - Leopold Kronecker, matemático alemão (n. 1823).
- 31 de dezembro - Samuel Ajayi Crowther, bispo nigeriano (n. 1809)

## Por tema
- 1891 na arte
- 1891 no Brasil
- 1891 na ciência
- 1891 no cinema
- 1891 no desporto
- 1891 no jornalismo
- 1891 na literatura
- 1891 na música
- 1891 na televisão